# Icod de los Vinos
Icod de los Vinos é um município da ilha de Tenerife, província de Santa Cruz de Tenerife, comunidade autónoma das Canárias, Espanha. Tem 95,9 km² de área e em 2021 tinha 23 310 habitantes (densidade: 243,1 hab./km²).
| Limites do município de El Sauzal |  |            |
| Oceano Atlântico                  |  |            |
| Garachico                         |  | La Guancha |
| Santiago del Teide                |  | La Orotava |

## Demografia
| Variação demográfica do município entre 1991 e 2004[carece de fontes?] | Variação demográfica do município entre 1991 e 2004[carece de fontes?] | Variação demográfica do município entre 1991 e 2004[carece de fontes?] | Variação demográfica do município entre 1991 e 2004[carece de fontes?] |
| ---------------------------------------------------------------------- | ---------------------------------------------------------------------- | ---------------------------------------------------------------------- | ---------------------------------------------------------------------- |
| 1991                                                                   | 1996                                                                   | 2001                                                                   | 2004                                                                   |
| 21445                                                                  | 21364                                                                  | 21748                                                                  | 24023                                                                  |